# Europejski Komisarz ds. rolnictwa i żywności

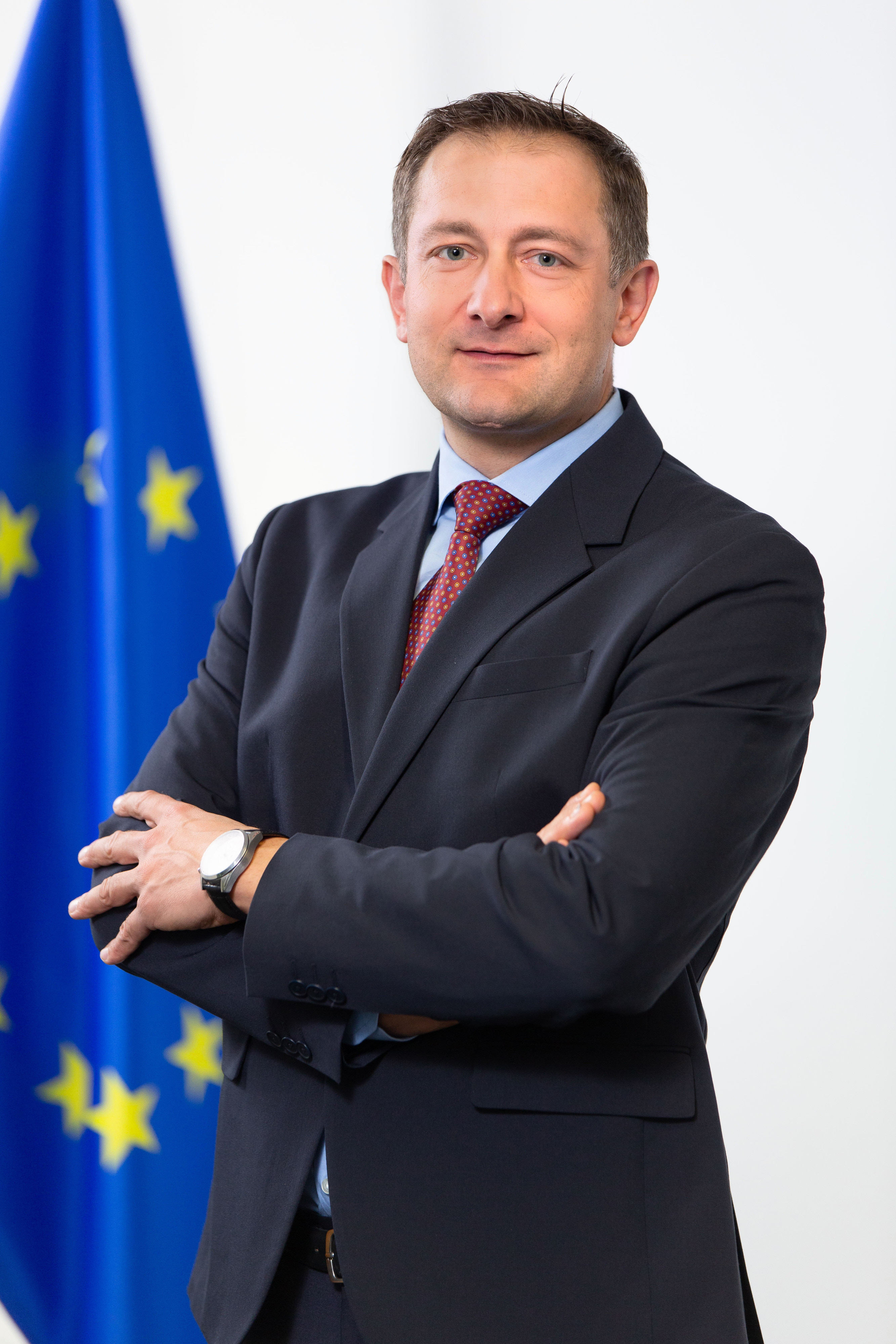
Europejski Komisarz ds. rolnictwa i żywności - Christophe Hansen

Europejski Komisarz ds. rolnictwa i żywności – członek Komisji Europejskiej. Odpowiada za politykę Unii Europejskiej w zakresie wspierania sektora rolnego, bezpieczeństwa żywnościowego oraz zrównoważonego rozwoju obszarów wiejskich. To kluczowe stanowisko w Komisji Europejskiej, które integruje cele gospodarcze, środowiskowe i społeczne, zapewniając spójność działań w ramach wspólnej polityki rolnej (WPR) oraz promocję wysokiej jakości i przystępnych cenowo produktów żywnościowych w całej Unii. Obecnym komisarzem jest Christophe Hansen.

## Powstanie stanowiska
Stanowisko zostało utworzone w odpowiedzi na kluczowe wyzwania związane z rosnącym znaczeniem sektora rolnego dla gospodarki, środowiska i społeczeństwa. Rolnictwo i żywność stanowią integralną część europejskiej tożsamości, wartości i tradycji, a jednocześnie są kluczowymi elementami w realizacji celów klimatycznych i zrównoważonego rozwoju. Utworzenie tego stanowiska wynika z potrzeby dostosowania polityki rolnej do zmieniających się uwarunkowań, takich jak presja wynikająca z degradacji środowiska, zmiany klimatyczne, nieuczciwa konkurencja globalna czy potrzeba wspierania młodych rolników i zapewnienia przyszłości gospodarstw rodzinnych. Funkcja ta integruje działania w obszarach polityki klimatycznej, społecznej i gospodarczej, odpowiadając na strategiczne cele Unii Europejskiej, w tym na wytyczne Europejskiego Zielonego Ładu i Cele Zrównoważonego Rozwoju ONZ.

## Zakres obowiązków
Europejski Komisarz ds. rolnictwa i żywności odpowiada za:
- przygotowanie Visions for Agriculture and Food w ciągu pierwszych 100 dni, uwzględniającej długoterminową konkurencyjność i zrównoważoność sektora rolno-spożywczego oraz redukcję marnotrawstwa żywności,
- dostosowanie wspólnej polityki rolnej (WPR) do potrzeb małych gospodarstw, promowanie pozytywnych wyników środowiskowych i społecznych,
- zapewnienie sprawiedliwego dochodu dla rolników, w tym wzmacnianie ich pozycji w łańcuchu wartości i eliminowanie nieuczciwych praktyk handlowych,
- projektowanie nowych podejść wspierających rolników w dekarbonizacji i ochronie bioróżnorodności, w tym wdrożenie EU-wide benchmarking system w sektorze rolno-spożywczym,
- promowanie innowacji i inwestycji w sektorze żywności, we współpracy z państwami członkowskimi i instytucjami finansowymi,
- opracowanie strategii wspierającej młodych rolników oraz rodzinne gospodarstwa rolne,
- współudział w opracowaniu instrumentów zarządzania ryzykiem klimatycznym i kryzysami na obszarach wiejskich,
- zwiększanie suwerenności żywnościowej Europy poprzez dywersyfikację i redukcję importu krytycznych surowców,
- podejmowanie działań przeciwko dezinformacji w obszarach wiejskich,
- przygotowanie sektora rolniczego w państwach kandydujących do członkostwa w Unii Europejskiej.

## Lista komisarzy
|    | Komisarz                 | Lata      | Komisja                                  |
| -- | ------------------------ | --------- | ---------------------------------------- |
| 1  | Sicco Mansholt           | 1958–1972 | Hallstein I, Hallstein II, Rey, Malfatti |
| 2  | Carlo Scarascia-Mugnozza | 1972–1973 | Mansholt                                 |
| 3  | Pierre Lardinois         | 1973–1977 | Ortoli                                   |
| 4  | Finn Olav Gundelach      | 1977–1981 | Jenkins, Thorn                           |
| 5  | Poul Dalsager            | 1981–1985 | Thorn                                    |
| 6  | Frans Andriessen         | 1985–1989 | Delors I                                 |
| 7  | Ray MacSharry            | 1989–1992 | Delors II                                |
| 8  | René Steichen            | 1992–1995 | Delors III                               |
| 9  | Franz Fischler           | 1995–2004 | Santer, Marín, Prodi                     |
| 10 | Sandra Kalniete          | 2004      | Prodi                                    |
| 11 | Mariann Fischer Boel     | 2004–2009 | Barroso I                                |
| 12 | Dacian Cioloș            | 2009–2014 | Barroso II                               |
| 13 | Phil Hogan               | 2014–2019 | Juncker                                  |
| 14 | Janusz Wojciechowski     | 2019–2024 | von der Leyen I                          |
| 15 | Christophe Hansen        | od 2024   | von der Leyen II                         |